# Campionati canadesi di sci alpino 1967
Ai Campionati canadesi di sci alpino 1967 furono assegnati i titoli di discesa libera, slalom gigante, slalom speciale e combinata, sia maschili sia femminili. Trattandosi di competizioni valide anche ai fini del punteggio FIS, vi parteciparono anche sciatori di altre federazioni, senza che questo consentisse loro di concorrere al titolo nazionale canadese.

## Risultati

### Uomini

#### Discesa libera
| Pos. | Atleta     | Nazione     |
| ---- | ---------- | ----------- |
| 1    | Ken Phelps | Stati Uniti |
| 2    | ?          | ?           |
| 3    | ?          | ?           |
| 4    | ?          | ?           |

#### Slalom gigante
| Pos. | Atleta          | Nazione |
| ---- | --------------- | ------- |
| 1    | Rod Hebron      | Canada  |
| 2    | Scott Henderson | Canada  |
| 3    | ?               | ?       |

#### Slalom speciale
| Pos. | Atleta          | Nazione |
| ---- | --------------- | ------- |
| 1    | Scott Henderson | Canada  |
| 2    | Rod Hebron      | Canada  |
| 3    | ?               | ?       |

#### Combinata
| Pos. | Atleta          | Nazione |
| ---- | --------------- | ------- |
| 1    | Scott Henderson | Canada  |
| 2    | Rod Hebron      | Canada  |
| 3    | ?               | ?       |

### Donne

#### Discesa libera
| Pos. | Atleta      | Nazione     |
| ---- | ----------- | ----------- |
| 1    | Karen Budge | Stati Uniti |
| 2    | ?           | ?           |
| 3    | ?           | ?           |
| 4    | ?           | ?           |

#### Slalom gigante
| Pos. | Atleta       | Nazione |
| ---- | ------------ | ------- |
| 1    | Nancy Greene | Canada  |
| 2    | ?            | ?       |
| 3    | ?            | ?       |

#### Slalom speciale
| Pos. | Atleta       | Nazione |
| ---- | ------------ | ------- |
| 1    | Nancy Greene | Canada  |
| 2    | ?            | ?       |
| 3    | ?            | ?       |

#### Combinata
| Pos. | Atleta       | Nazione |
| ---- | ------------ | ------- |
| 1    | Nancy Greene | Canada  |
| 2    | ?            | ?       |
| 3    | ?            | ?       |